# 마쓰다이라 요리타카 (1630년)
마쓰다이라 요리타카(일본어: 松平頼隆, 1630년 1월 12일 ~ 1707년 12월 23일)는 에도 시대 전기부터 중기까지의 다이묘이다. 히타치 호나이번주, 동국 후추 번 초대 번주를 지냈다. 미토번주 도쿠가와 요리후사의 오남으로 태어났다.
|  | 호나이번 번주 (후추 마쓰다이라가) 1661년 ~ 1700년 | 후임 미토번으로 반환, 폐번 |

| 전임 막부령(미나가와 나리사토) | 제1대 히타치 후추 번 번주 (후추 마쓰다이라가) 1700년 ~ 1705년 | 후임 마쓰다이라 요리유키 |